# Gretton (Gloucestershire)
Gretton – wieś w Anglii, w hrabstwie Gloucestershire, w dystrykcie Tewkesbury. Leży 22 km na północny wschód od miasta Gloucester i 138 km na zachód od Londynu.